# Eugen Rehfisch

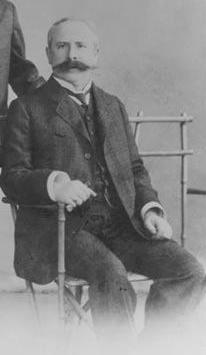
Eugen Rehfisch, ok. 1900

Eugen Aron Rehfisch (ur. 6 marca 1862 w Kempen, zm. 7 października 1937 w Berlinie) – niemiecki lekarz, pionier urodynamiki. Na jego cześć nazwano Eugen-Rehfisch-Preis, nagrodę przyznawaną przez międzynarodowe towarzystwo Forum Urodynamicum za osiągnięcia na polu urodynamiki i neurourologii.

## Życiorys
Studiował medycynę na Uniwersytecie Fryderyka Wilhelma w Berlinie (1883-1887) i na Bawarskim Uniwersytecie Juliusza-Maksymiliana w Würzburgu. W semestrze letnim 1887 uzyskał stopień doktora nauk medycznych po przedstawieniu dysertacji Ueber die Fortdauer der Entzündung bei acuter fibrinöser Pneumonie nach erfolgter Krisis. Od około 1889 praktykował w Berlinie. Wtedy, w wieku 27 lat, zmienił imię Aron na Eugen. Był współpracownikiem i uczniem Leopolda Caspera, pracował jako jego asystent od 1896 do 1900. W latach 1896–1900 prowadził badania nad unerwieniem pęcherza moczowego i fizjologią mikcji w Berliner Physiologische Institut. Prowadził też badania w I Instytucie Anatomii w Berlinie u Heinricha Wilhelma Waldeyera. Od 1919 roku był profesorem tytularnym.
W pierwszych latach swojej praktyki lekarskiej poślubił Hedwig Manczyk. Mieli syna Hansa Josepha (potem Hans José, 1891-1960) i córkę Käthe Marię, po mężu Wassertrüdinger (1894-1950). Hans José Rehfisch studiował prawo, po wojnie mieszkał w Nowym Jorku, od 1950 z powrotem w Niemczech; Käthe Marie została lekarką, po 1933 wyemigrowała do Palestyny razem z matką (zmarła w 1954 w Hajfie).

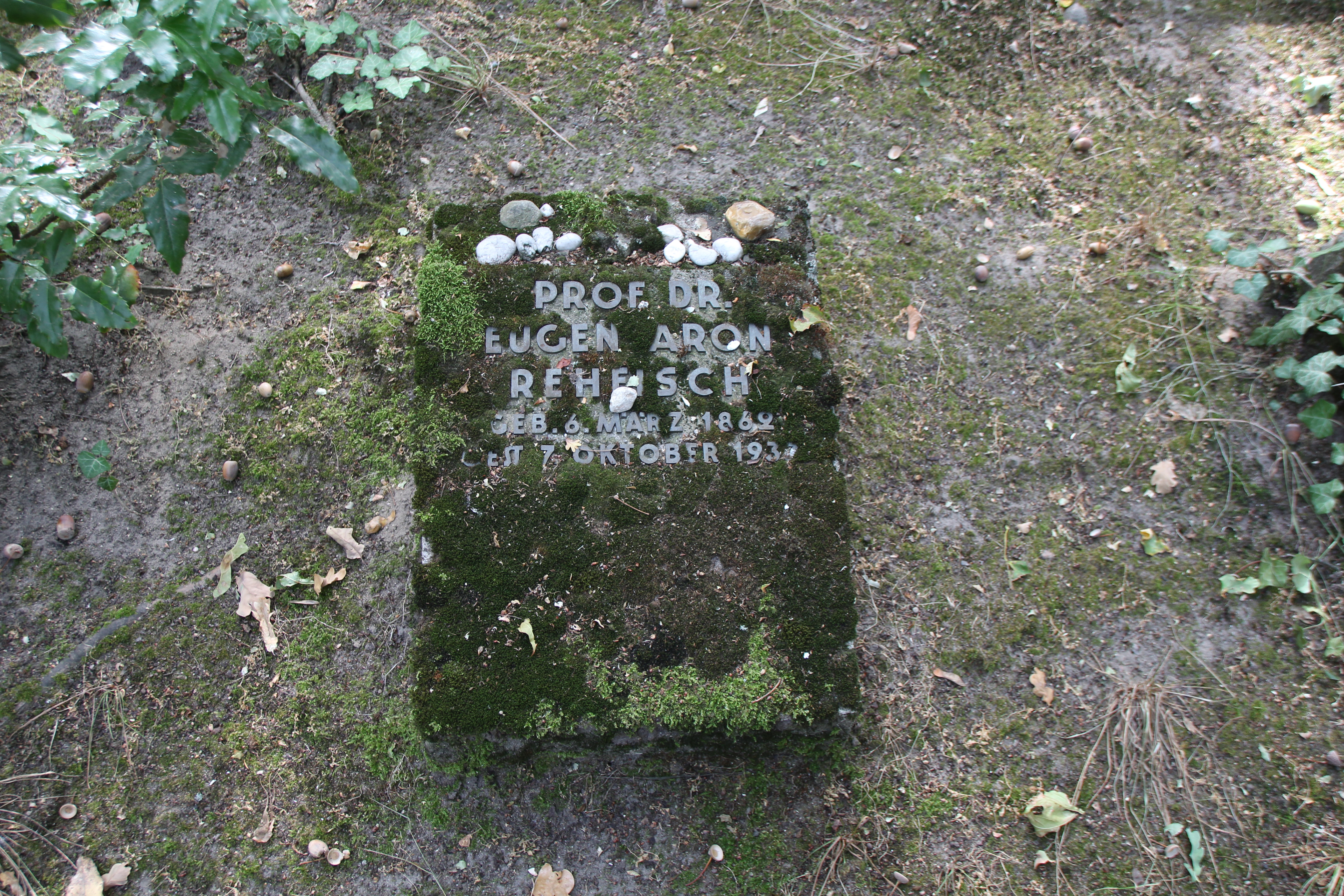
Grób dr. Eugena Rehfischa na Cmentarzu żydowskim w Berlinie-Weißensee

Pochowany 22 października 1937 na Cmentarzu żydowskim w Berlinie-Weißensee, jego grób zachował się do dziś.

## Dorobek naukowy

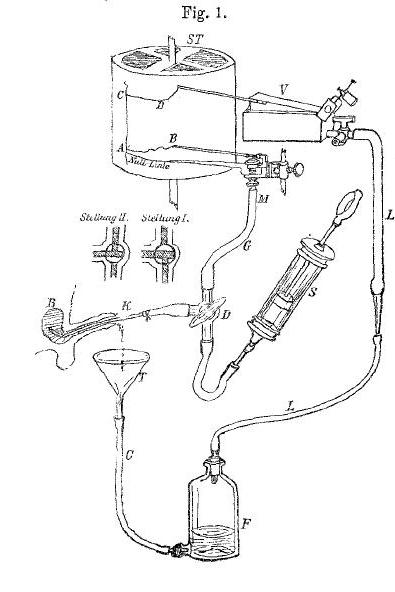
Schemat doświadczenia Rehfischa z 1897 roku

Między 1889 a 1920 opublikował około dwudziestu prac. Szczególnie ważne są jego dwie prace, leżące u podstaw urodynamiki: Ueber den Mechanismus des Harnblasenverschlusses und der Harnentleerung (1897) i Über die Innervation der Harnblase (1900). Zawierały one wyniki jego doświadczeń z lat 1897-1899, w których stymulował nerwy podbrzuszny i miedniczny u 45 psów. Mimo że wyniki doświadczeń Rehfischa były częściowo błędne, metodyka jego doświadczeń uznawana jest za przełomową w badaniu fizjologii układu moczowego. Rehfisch określany jest jako pionier urodynamiki i neurourologii.
Rehfisch zajmował się przede wszystkim fizjologią układu moczowego, ale także psychiatrią i kardiologią. W 1889 ukazała się jego popularyzatorska książka poświęcona percepcji i złudzeniom, a rok później szkic o samobójstwie, poprzedzony przedmową Emanuela Mendla i przetłumaczony na język polski. W 1895 napisał rozdział poświęcony pęcherzykom nasiennym do encyklopedii medycznej Alberta Eulenburga. Zagadnienie to zgłębiał pod kierunkiem Waldeyera w Instytucie Anatomii. Prace kardiologiczne Rehfischa podejmowały zagadnienia septycznego zapalenia wsierdzia, rokowania w zaburzeniach rytmu serca, elektrokardiografii, mechanizmu skurczu mięśnia sercowego, niedomykalności zastawki tętnicy płucnej, etiologii przerostu prawej komory serca. Był jednym z pierwszych lekarzy, stosujących elektrokardiografię w praktyce klinicznej.

## Prace
- Ueber die Fortdauer der Entzündung bei acuter fibrinöser Pneumonie nach erfolgter Krisis. Inaugural-Dissertation. Bonitas-Bauer, 1887
- Sinneswahrnehmung und Sinnestäuschung. Eine Studie für Laien von Dr. Eugen Rehfisch. Steinitz, Berlin 1889
- Seelenthätigkeit und Seelenstörung. Darstellung der Gehirnfunktionen für Ärzte + Laien, 2. Aufl. Steinitz, Berlin 1890
- Der Selbstmord. Eine kritische Studie. Berlin, 1893
  - Samobójstwo, studyum krytyczne, z niemieckiego przełożył Wiktor D. Nakł. księgarni Teodora Paprockiego i S-ki, Druk E. Skiwskiego, 1895 ss. 103
- Ueber acute Spermatocystitis. Deutsche Medizinische Wochenschrift 21, ss. 334–335 (1895)
- Samenblasen. W: Eulenburg A (red.) Real-Encyclopädie der gesamten Heilkunde Bd 27, 2. Aufl. Urban & Schwarzenberg, Wien-Leipzig 1895
- Neuere Untersuchungen über die Physiologie der Samenblasen. Deutsche Medizinische Wochenschrift 22, ss. 245–249 (1896)
- Ueber den Mechanismus des Harnblasenverschlusses und der Harnentleerung. „Archiv für pathologische Anatomie und Physiologie und für klinische Medicin”. 150 (1), s. 111–151, 1897. DOI: 10.1007/BF01924308.
- Über die Innervation der Harnblase[4] (1900)
- Die Prognose der Herzarhytmie. Deutsche Medizinische Wochenschrift 29, ss. 347–351 (1903)
- Nervöse und kardiale Arhythmie. Deutsche Medizinische Wochenschrift 30, ss. 382–429 (1904)
- Klinische und experimentelle Erfahrungen über Reizungen des Herzvagus. Berliner klinische Wochenschrift 13 (47, 48), ss. 1468–1471 (1905)
- Diskussionsbemerkungen. Deutsche Medizinische Wochenschrift 31, s. 122 (1905)
- Ueber die Reizung des Herzvagus bei Warmblütern mit Einzelinduktionschlägen. Arch f Anatomie und Physiologie Suppl. ss. 152-172, 1906
- Herzbewegung und Herzkontraktion. Deutsche Medizinische Wochenschrift 34, s. 1121 (1908)
- Therapeutische Rundschau 45, 1908
- Die experimentellen Grundlagen des Elektromyogramms. Deutsche Medizinische Wochenschrift 36, s. 977–1038 (1910)
- Einführung in die Lehre vom Elektrokardiogramm. Berliner Klinik 269, ss. 259–270 (1910)
- Wie hüten wir uns vor Herzkrankheiten? Arbeiter-Gesundheits-Bibliothek, Heft 23, Berlin 1910
- Klinische Betrachtungen über die Beziehungen zwischen der negativen Finalschwankung im Elektrocardiogramm zum Blutdruck und zur Herzgrösse. „Zeitschrift für experimentelle Pathologie und Therapie”. 9 (3), s. 716–736, 1911. DOI: 10.1007/BF02625085.
- Zur Diagnose der Pulmonalinsuffizienz. Deutsche Medizinische Wochenschrift 40, s. 221 (1914)
- Septische Endocarditis parietalis. Deutsche Medizinische Wochenschrift 41, s. 389 (1915)
- Zur Aetiologie der Vergrößerung der rechten Herzkammer, insbesondere bei behinderter Nasenatmung. Deutsche Medizinische Wochenschrift 44, s. 277 (1918)
- Über den gegenwärtigen Stand der Funktionsprüfung des Herzens. Deutsche Medizinische Wochenschrift 46, s. 479 (1920)
- Der Doppelsinn des Intervalls. Kritische Bemerkungen zur Lehre von Reizleitungsstörungen. Z Klin Med 89, ss. 345–359 (1920)
- Moderne Gesichtspunkte in der Diagnostik der Herzkrankheiten. Zeitschrift für ärztliche Fortbildung 17, ss. 70-76 (1920)
- Zur Physiologie und Pathologie des Kreislaufs. Zschr. Bahnärzte 20, ss. 253-67 (1925)
- Über die Beziehungen zwischen Dondersschem venösem und arteriellem Druck. „Zeitschrift für die gesamte experimentelle Medizin”. 50 (1), s. 359–399, 1926. DOI: 10.1007/BF02627788.
- Der Donders'sche Druck. Zeitschrift für klinische Medizin 106, ss. 229-243 (1927)
- Ueber die intrapleuralen Druckschwankungen und die Blutdruckkurven beim experimentallen Pneumothorax. Zentralblatt für allgemeine Pathologie und pathologische Anatomie 44 (1929)
- Psychogene Herzstörungen. Jahreskurse für ärztliche Fortbildung 21 (2), s. 17-29 (1930)
- Der Herzton in Bild und Schall. Zeitschrift für Kreislaufforschung 25 (12, 13), s. 420-429, 450-464 (1933)